# Patrick Saytour
 (août 2023).
Patrick Saytour, né le 18 septembre 1935 à Nice et mort le 15 août 2023 à Aubais,, est un peintre contemporain français.

## Biographie
Patrick Saytour est né en 1935 à Nice, en France. Après avoir suivi une formation à l’École des Arts Décoratifs, puis à l’École Camondo, il se tourne vers l'art et devient l'une des figures du mouvement Supports/Surfaces à la fin des années 1960, l'un des groupes fondateurs de l'art contemporain français. Ce mouvement, considéré comme l'une des dernières avant-gardes artistiques en France, se caractérise par une approche analytique des composantes de la peinture et se concentre sur la déconstruction des formes traditionnelles.
En 1968, il s'installe à Aubais, après que Claude Viallat lui ait fait découvrir le village. Il acquiert une maison dans la même rue que lui. Claude Viallat a déclaré : "Patrick et moi avons toujours été en harmonie, c'était mon alter ego. Nos travaux progressaient sur des voies parallèles et nous nous sommes mutuellement influencés."

### Contributions au mouvement Supports/Surfaces
Supports/Surfaces, qui émerge à l’aube des années 1970, regroupe des artistes désireux de remettre en question les conventions de la peinture. Patrick Saytour se distingue par son utilisation de matériaux « dévoyés » tels que des draps, bâches et tissus brûlés. À travers des techniques variées comme le pliage, le trempage et le brûlage, il transforme des objets banals en œuvres d'art, interrogeant ainsi les frontières entre le bon goût et le mauvais goût, ainsi que l'art "noble" et l'art populaire.
Les expositions en plein air auxquelles il participe, notamment à Coaraze à l'été 1969 et sur la côte méditerranéenne à l'été 1970, sont emblématiques de l'esprit nomade et expérimental du groupe. Saytour choisit délibérément de travailler en dehors des circuits artistiques traditionnels, cherchant à affirmer une existence artistique autonome.

### Esthétique et thématiques
L'œuvre de Patrick Saytour se caractérise par une approche ludique mais critique. Il déconstruit les éléments de la peinture – couleur, forme, format – tout en utilisant des matériaux souvent perçus comme vulgaires ou kitsch. Son travail fait référence à la trivialité du quotidien, tout en remettant en question le caractère sacré traditionnellement associé à la peinture.
Plus récemment, ses œuvres ont évolué vers des assemblages d'objets hétéroclites, allant des lampes aux tapisseries décoratives, toutes chargées d'une ironie subtile. Des titres comme Anniversaires et Célébrations illustrent son approche parodique, jouant sur les attentes du public vis-à-vis de l'art.

### Influence et Reconnaissance
Patrick Saytour a toujours occupé une position marginale au sein du mouvement Supports/Surfaces, adoptant une approche critique et ironique face à l'art. Sa capacité à transformer des objets de la vie quotidienne en œuvres d'art a captivé des générations d'artistes et de collectionneurs. Son œuvre a été exposée dans de nombreux lieux à travers l'Europe, l'Amérique et l'Asie, et fait partie des grandes collections publiques et privées.
La Ministre de la Culture, Rima Abdul Malak, lui a rendu hommage en le décrivant ainsi : « Discret, critique, inattendu, Patrick Saytour n’a jamais cessé de s’interroger sur son travail, de déconstruire aussi bien les couleurs, les formes que les matières et s’est imposé comme un pilier de l’art contemporain français. (…) Porté à l’étranger par la galerie Ceysson & Bénétière, Saytour fascine ses contemporains et intrigue les collectionneurs qui retrouvent dans ses œuvres la radicalité des avant-gardes historiques et une inventivité sans limite. »

## Œuvres
Les œuvres de Patrick Saytour ont été exposées dans de nombreux lieux dédiés à la présentation de l'art moderne et de l'art contemporain, en France, en Europe, en Amérique et en Asie. Elles figurent dans de nombreuses collections publiques et privées.[réf. nécessaire]
- Sans titre, 1971, 12 rouleaux de sangles de jute, dimensions variables, FRAC Occitanie, Montpellier.
- Tuilage, 1977, toile solarisée, bois et peinture acrylique, diamètre de 360 cm, Musée national d’Art moderne – Centre Pompidou.
- La différence de classe, 1981, techniques mixtes sur moquette, 175 × 400 cm, Musée d'art de Toulon.
- Sans titre, 1984, torchon de cuisine, pliage coloré, accrochage par coin, 65 × 55 cm, MAMAC, Nice.
- Sans titre, 1989, pot de fleur réalisé avec une unique chaîne rapporté par l'artiste des chantiers Saint-Nazaire, prêtée par l'Atelier Calder à la ville de Saint-Cyr-sur-Loire depuis 1996 et installée dans le parc de la Perraudière[8]
- Fontaine de la ville d'Hirson, 1990 (latitude 49.924303, longitude 4.080522).
- Pliant, 2009, Aggloméré plastifié pyrogravé, carton, bois et métal, diamètre de 125 cm, Centre national des arts plastiques.

## Expositions

### Expositions personnelles (sélection)
- 1975 : Galerie Eric Fabre, Paris
- 1976 :
  - Galerie Eric Fabre, Paris
  - ADDA, Marseille
- 1977 : Galerie A16, Perpignan
- 1978 : Galerie Eric Fabre, Paris
- 1979 : Galerie Eric Fabre, Paris

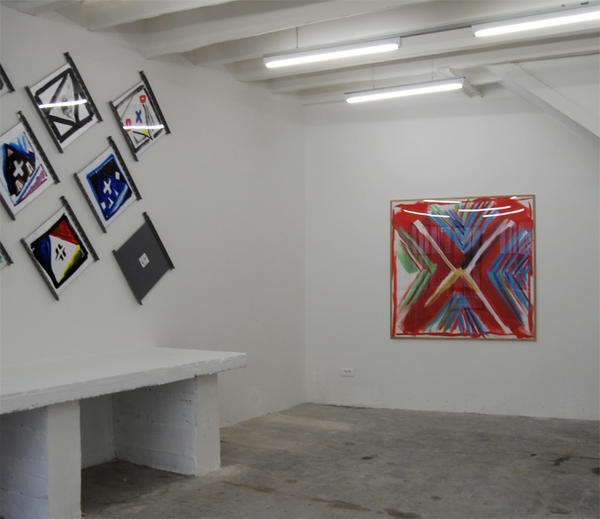
Exposition de Patrick Saytour « Torchons-Collection » à Nîmes au printemps 2008.

- 1980 : Galerie Errata, Montpellier
- 1981 :
  - Musée savoisien, Chambéry
  - Galerie Eric Fabre, Paris
- 1982 : Musée d'art et d'industrie de Saint-Étienne
- 1983 : Galerie T’Venster, Rotterdam
- 1984 : Paris –Tokyo, 8+8, galerie Ueda Wharehouse, Tokyo
- 1985 : Galerie Christian Laune, Montpellier
- 1986 : Musée Ingres, Montauban
- 1987 :
  - Musée des beaux-arts, Valence
  - Galerie de Paris, Paris
- 1988 : Galerie d’En Haut, Villeneuve-d'Ascq
- 1989 : Zone libre, CNAP, rue Berryer, Paris
- 1990 : Atelier Calder, Saché
- 1991 : Rétrospective IV, Galerie ChantiersBoiteNoire, Montpellier
- 1992 : Champclause, D 422,
- 1993 : Galerie de Paris, Paris
- 1994 : Puer-Senex, Castelnou
- 1996 :
  - Galerie de Paris, Paris
  - Maison de la Culture, Bourges
- 1999 :
  - École des Beaux Arts, Nîmes
  - Salles des cartes, Espace d'art contemporain Gustave Favet, Sérignan
  - Galerie Vasistas, Montpellier
  - École des Beaux Arts, Quimper
- 2000 :
  - Aldébaran, Baillargues
  - Musée de l'objet, Blois
- 2001 : Galerie du Palais des Congrès et cloître des minimes, Perpignan
- 2003 :
  - Galerie Philippe Pannetier, Nimes
  - Le Quartier, centre d’art contemporain, Quimper
  - Musée d'art moderne de Céret
  - Galerie Vasistas, Montpellier
- 2004 :
  - Musée d'art moderne de Céret
  - Patrick Saytour, galerieChantiersBoîteNoire, Montpellier
- 2005 :
  - Galerie Philippe Pannetier, Nîmes
  - Galerie Philippe Pannetier, Nîmes
- 2006 :
  - Terra-Ter, La briqueterie, Ciry-le-Noble
  - Galerie IAC, Saint-Étienne
- 2007 :
  - Carré Sainte Anne, Montpellier
  - Galerie Vasistas, Montpellier
  - Patrick Saytour, Galerie ChantiersBoîteNoire, Montpellier
- 2008 : Galerie Philippe Pannetier, Nîmes
- 2009 :
  - Félix, Coproposition Galerie Philippe Pannetier et Galerie In Extenso, Clermont-Ferrand
  - Boniments, Vita nova, Paris
- 2010 : Pliant, Galerie Bernard Ceysson, Paris
- 2011 : Et alors un grand tiers d'eau, Galerie From Point To Point, Nîmes
- 2017 :
- Galerie Ceysson & Bénétière, New York
- Serre Cyprès Florence, FIAC Hors les murs, Galerie Ceysson & Bénétière, Jardin des Tuileries, Paris
- 2019 : Patrick Saytour, Galerie Ceysson & Bénétière, Windhof, Luxembourg

### Expositions collectives (sélection)
- 1998 :
  - Nouvelle histoire, FRAC Languedoc-Roussillon, Montpellier
  - Les années Supports/Surfaces dans les collections du Centre Georges-Pompidou, Galerie nationale du Jeu de Paume, Paris
  - Supports/Surfaces, passé et présent, Galerie Charlotte Moser, Genève
  - L'envers du décor, Musée d'art moderne,   Villeneuve-d'Ascq
- 1999 : L’envers du décor, IAC, Villeurbanne
- 2001 :
  - L’esprit Supports/Surfaces, Musée d’histoire du Shaanxi, Xi’an, Chine
  - Les collections du FRAC Rhône-Alpes, IAC, Villeurbanne
- 2002 :
  - Éclipse, Aldébaran, Baillargues
  - Project : Cane, Dolla, Dezeuze, Saytour, Viallat, Galerie David Dorsky, New York
  - Les années 70, l'art en cause, CAPC, Musée d’art contemporain, Bordeaux
- 2003 :
  - Show room 1, galerieChantiersBoîteNoire, Montpellier
  - Autour de Supports/Surfaces, dessins et objets de la collection du Musée d'art moderne de Saint-Étienne, Valenc#”⁰0e
  - Galerie Léa Gredt, Luxembourg
- 2004 :
  - Maison témoin, Galerie The Store, Paris
  - Tenir le fil, FRAC Languedoc-Roussillon, Montpellier
- 2005 :
  - 4 artistes Supports/Surfaces, Fondazione Zappettini, Chiavari, Milan
  - Questions Peinture, Ancien collège des Jésuites, Reims
- 2006 :
  - Galerie Krings-Ernst, Cologne
  - Chauffe Marcel !, FRAC Languedoc-Roussillon, CRAC Séte, La Panacée Montpellier
  - Bang, Bang, Musée d'art et d'industrie de Saint-Étienne
- 2007 :
  - Quasiment Royale, ESBAMA Montpellier
  - Surface Surprise, Galerie Philippe Pannetier
- 2008 : La dégelée Rabelais, Théâtre de Nîmes, commissariat associé FRAC/Galerie Philippe Pannetier
- 2009 : 22 mai(s) pas 19 juin, Galerie Philippe Pannetier.
- 2017 : 
  - Tissage/Tressage… quand la sculpture défile, Fondation Villa Datris, L'Isle-sur-la-Sorgue.
  - Supports/Surfaces, Les Origines, 1966 - 1970, Carré d'art, Nîmes.
- 2019 :
  - Unfurled : Supports/Surfaces 1966-1976, organisée par Wallace Whitney, MOCAD (en), Detroit, États-Unis

### Editions consacrés au travail de Patrick Saytour
- Patrick Saytour, Ceysson Editions d'art, 2013

### Textes consacrés au travail de Patrick Saytour dans des ouvrages collectifs
- Supports/Surfaces in english, Ceysson Editions d'art, 2014
- Daniel Dezeuze, Patrick Saytour, Claude Viallat, Ceysson Editions d'art, à l'occasion de l'exposition éponyme programmée au MAMAC de Nice, 2012
- Dezeuze, Saytour, Viallat, Ceysson Editions d'art, publié à l'occasion de l'exposition de ces trois artistes organisée au Pont du Gard, 2011
- Le Moment Supports/Surfaces, Ceysson Editions d'art, 2010
- Les Années Supports/Surfaces dans les collections du Centre Georges Pompidou, textes de Daniel Abadi, Pierre Arnault, Éric de Chassey, Stéphanie Janet, Marcelin Pleynet, Didier Semin, Paris, Galerie nationale du Jeu de Paume, Editions Centre Pompidou, 1998
- Grinfeder Hélène, Les Années Supports/Surfaces, Herscher, Paris, 1991
- Poinsot Jean-Marc, Supports/Surfaces, Paris, Limage, 1983
- Ceysson Bernard, "Supports/Surfaces en ce moment", dans le catalogue de la Biennale de Sào Paulo, Sào Paulo, 1983